# Norwegische Badmintonmeisterschaft 1972
Die Norwegische Badmintonmeisterschaft 1972 fand Ende März 1972 in Bergen statt. Es war die 28. Austragung der nationalen Meisterschaften von Norwegen im Badminton.	

## Finalergebnisse
| Disziplin    | Sieger                           | Finalist                          | Ergebnis |
| ------------ | -------------------------------- | --------------------------------- | -------- |
| Herreneinzel | Knut Engebretsen                 | Hans Sperre                       | 2:0      |
| Dameneinzel  | Elisabeth Sommerfeldt            | Kine Engebretsen                  | 2:1      |
| Herrendoppel | Knut Engebretsen Pål Øian        | Jan Holtnæs Gunnar Dæhlin         | 2:0      |
| Damendoppel  | Berit Hagtvedt Kjersti Haakonsen | Elisabeth Sommerfeldt Bodil Bugge | 2:1      |
| Mixed        | Pål Øian Elisabeth Sommerfeldt   | Tor Aksel Johansen Karin Andersen | 2:0      |